# Norbert Scheed

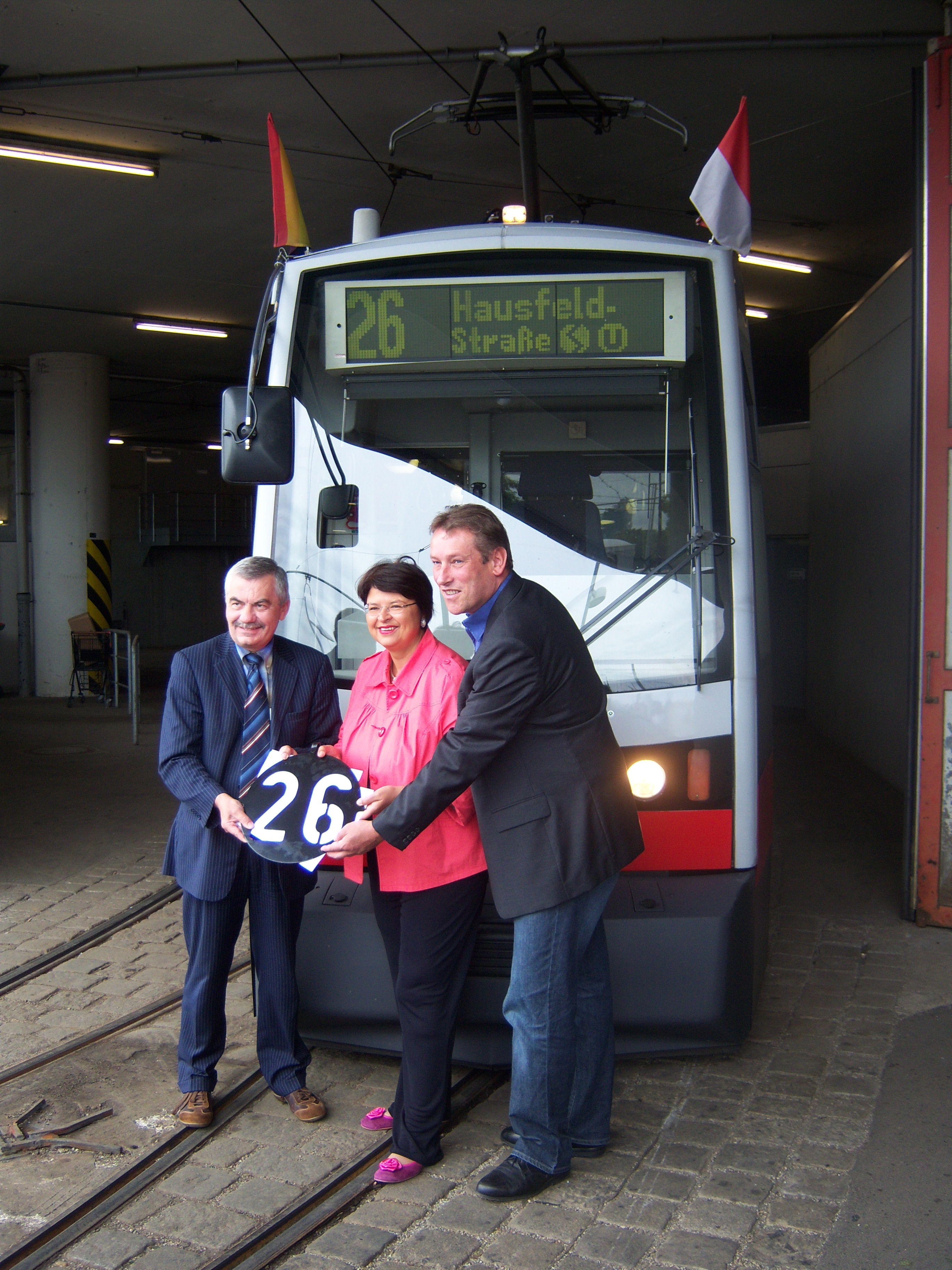
Norbert Scheed (rechts) bei einem Fototermin im Jahr 2009 zur Verlängerung der Linie 26

Norbert Scheed (* 17. August 1962 in Neunkirchen; † 16. Juli 2014 in Norwegen) war ein österreichischer Politiker (SPÖ) und Bezirksvorsteher im 22. Wiener Gemeindebezirk Donaustadt.

## Berufliche Laufbahn
Norbert Scheed absolvierte zwischen 1978 und 1981 eine Lehre als Bürokaufmann bei der Universale Bau AG, wo er sich als Jugendvertrauensrat in der Gewerkschaft engagierte und im Bundesvorstand der GPA-Jugend wirkte. Zwischen 1982 und 1983 besuchte Scheed die Sozialakademie der Bundes-Arbeiterkammer und arbeitete ab 1983 als GPA-Sekretär für das österreichische Baugewerbe und die Bauindustrie und den Industriebereich der Wien Holding. Danach arbeitete Scheed zwischen 1989 und 2000 als Wiener Landessekretär der GPA.
Zwischen 1990 und 2002 war Scheed zudem Vorstand der Wiener Gebietskrankenkasse bzw. stellvertretender Vorsitzender der Kontrollversammlung der Wiener Gebietskrankenkasse und gründete 1995 den Wiener ArbeitnehmerInnen Förderungsfonds (WAFF). Er war zwischen 1995 und 2006 Vizepräsident und Vorstandsvorsitzender des WAFF und zwischen 2001 und 2006 Regionalgeschäftsführer der GPA-Wien.

## Politische Laufbahn
Norbert Scheed engagierte sich zunächst im 15. Wiener Gemeindebezirk und war dort 1984 bis 1988 Vorsitzender der Jungen Generation SPÖ Fünfhaus und zwischen 1986 und 1989 Bezirksrat in Rudolfsheim-Fünfhaus. 1990 bis 2006 war Scheed Vorstandsmitglied der Arbeiterkammer Wien und engagierte sich in der Gewerkschaft. Zwischen 1991 und 2006 arbeitete Scheed als Stellvertretender Vorsitzender in der Fraktion Sozialdemokratischer GewerkschafterInnen (FSG).
2001 wurde Scheed in den Wiener Landtag und Gemeinderat gewählt. Nach seiner Wahl zum Stellvertretenden Parteivorsitzenden der SPÖ Donaustadt im März 2006 folgte Scheed Renate Winklbauer als Bezirksvorsteher des Bezirks Donaustadt. Er legte sein Gemeinderatsmandat zurück und wurde am 22. Juni 2006 zum Bezirksvorsteher gewählt.
Am 16. Juli 2014 erlag er während eines Urlaubes in Norwegen einem Herzinfarkt.
Nach ihm ist das Projekt Norbert-Scheed-Wald im Norden Wiens benannt. Im Jahr 2018 wurde in der Donaustadt die Scheedgasse nach ihm benannt.